# Janet Asimov
Janet Opal Asimov, nata Jeppson (Ashland, 6 agosto 1926 – New York, 25 febbraio 2019), è stata una psichiatra, psicoanalista e scrittrice di fantascienza statunitense.
Ha iniziato a scrivere libri di fantascienza per ragazzi negli anni settanta insieme al marito Isaac Asimov, con cui è stata sposata dal 1973 fino al 1992, anno della sua morte. Insieme hanno collaborato alla stesura di diversi libri di fantascienza destinati a giovani lettori, inclusa la serie di Norby. Ha firmato le proprie opere generalmente col nome di J. O. Jeppson.

## Biografia
Dopo aver frequentato il Wellesley College, consegue un Bachelor of Arts presso la prestigiosa Università di Stanford. Successivamente si laurea anche in medicina alla New York University Medical School, specializzandosi poi in psichiatria al Bellevue Hospital di New York, il più antico ospedale pubblico degli Stati Uniti d'America.
Nel 1960 ottiene un'altra laurea in psicoanalisi al William Alanson White Institute, dove lavorerà fino al 1986. Dopo il matrimonio con Isaac Asimov, ha continuato a praticare la professione di psichiatra con il nome di Janet O. Jeppson, nome con il quale ha inoltre pubblicato diverse ricerche mediche.
Janet Jeppson inizia a frequentare Isaac Asimov nel 1970, poco tempo dopo la sua separazione dalla prima moglie, Gertrude Blugerman. Si sposano il 30 novembre 1973, due settimane dopo l'ufficializzazione del divorzio di Asimov. Il matrimonio viene officiato dal leader dell'Ethical Culture, una religione di cui Janet diverrà più tardi seguace. Il loro matrimonio durerà fino alla morte di Isaac nel 1992 in seguito a complicazioni legate all'HIV, contratto nel 1983 tramite una trasfusione di sangue resa necessaria durante un'operazione di bypass. Dopo che Isaac cominciò a manifestare i primi sintomi della malattia, Janet consultò diversi testi medici e desiderava che il marito si sottoponesse al test HIV, ma i dottori erano convinti che si sbagliasse, tanto da verificare se Asimov avesse o meno contratto l'infezione quando ormai era gravemente ammalato. Janet voleva rendere inoltre pubblica la notizia, ma ancora una volta i medici le sconsigliarono di farlo, persino dopo la morte del marito. Soltanto dopo che tutti i medici che avevano preteso il silenzio morirono, Janet Asimov poté diffonderla.

### Carriera letteraria
Janet Asimov pubblicò per la prima volta un suo scritto nel 1966, un breve racconto giallo venduto alla rivista The Saint Mystery e apparso sul numero di maggio di quell'anno. La prima novella, dal titolo The Second Experiment, fu pubblicata nel 1974 Si dedicò però più alla scrittura di racconti di fantascienza per bambini.
Oltre che scrittrice Janet Asimov era una psichiatra e nei suoi scritti sono spesso presenti elementi che si rifanno alla psicoanalisi, all'identità umana, e più in generale a temi legati al mondo della psichiatria. Come dichiarò Isaac Asimov, i libri scritti da Janet insieme a lui sono il 90% frutto del talento della moglie e a volere che il suo nome comparisse accanto a quello di lei fu l'editore per incentivare le vendite. Dopo la morte del marito, Janet Asimov iniziò a scrivere per la rivista scientifica edita dal sindacato a cui era iscritto il marito.

## Opere

### Norby Chronicles (con Isaac Asimov)
- Norby il robot stravagante (1983)
- Norby's Other Secret (1984)
- Norby and the Lost Princess (1985)
- Norby and the Invaders (1985)
- Norby and the Queen's Necklace (1986)
- Norby Finds a Villain (1987)
- Norby Down to Earth (1988)
- Norby and Yobo's Great Adventure (1989)
- Norby and the Oldest Dragon (1990)
- Norby and the Court Jester (1991)
- Norby and the Terrified Taxi (1997), scritto soltanto da Janet Asimov, dopo la morte del marito.

### Racconti
- The Second Experiment (1974; pubblicato come J.O. Jeppson)
- The Last Immortal (1980; il seguito di The Second Experiment; come J.O. Jeppson)
- The Package in Hyperspace (1988)
- Murder at the Galactic Writers' Society (1995)
- The House Where Isadora Danced (2009; come J.O. Jeppson)

### Raccolte
- The Mysterious Cure, and Other Stories of Pshrinks Anonymous (1985; come J.O. Jeppson nell'edizione rilegata; come Janet Asimov nell'edizione tascabile)
- The Touch: Epidemic of the Millennium.

### Antologie
- Laughing Space: Funny Science Fiction Chuckled Over (1982) con Isaac Asimov

### Saggi
- How to Enjoy Writing: A Book of Aid and Comfort (1987) con Isaac Asimov
- Frontiers II (1993) con Isaac Asimov
- It's Been a Good Life (2002) con Isaac Asimov
- Notes for a Memoir: On Isaac Asimov, Life, and Writing (come Janet Jeppson Asimov); ISBN 1-59102-405-6

### Scritti di carattere medico
- Alcohol biomarkers: clinical significance and biochemical basis (2001) insieme ad altri autori.
- Towards common reference intervals in clinical chemistry. An attempt at harmonization between three hospital laboratories in Skåne, Sweden. (1999) insieme ad altri autori.
- High-voltage electrophoresis in urinary amino acid screening. (1970) insieme a Holmgren, G. & Samuelson, G.

### Romanzi
- Pelle d'acciaio (Mind Transfer – 1988), Urania 1100[11]